# Son Ximelis
Son Ximelis es un barrio de la ciudad de Palma de Mallorca, Baleares, España.
Se encuentra delimitado por los barrios de Son Roca y Son Anglada.
Alcanzaba en el año 2007 la cifra de 2.533 habitantes.
- Datos: Q9078875